# ドラえもん百科
『ドラえもん百科』（ドラえもんひゃっか）は『ドラえもん』を原作・題材とした方倉陽二によるSF考証ギャグ漫画作品。『ドラえもん』の設定の解説が主体。
雑誌『コロコロコミック』1977年5月15日号（創刊号）から1981年4月号まで連載され、単行本は全2巻（てんとう虫コミックス）が刊行され、累計発行部数は102万部。

## 内容
本作は、それまで学年誌などで散発的に解説された『ドラえもん』に関する諸設定を、『コロコロコミック』誌上で統括し、方倉ならではのオリジナル設定を交えて執筆されたもの。『ドラえもん』2回目のテレビアニメ化（テレビアニメ第2作第1期）では本作品と同じ設定に基づいたアニメ作品が放送されるなど影響は大きい。後に作者の手によって公式設定に取り入れられた内容も存在するが、一方で同様に公式設定で否定された内容や、「公開当時は公式設定だったが作内の時間経過によって過去の設定になった」とされる設定も存在している（後述）。また、単行本化の際に連載当時から改訂されている部分も存在している。
連載当時の最終回は「ドラえもん 怪物くん百科」として掲載され、当時公開された映画『ドラえもん のび太の宇宙開拓史』の時期に「怪物くん百科」に切り替わり、作者もさいとうはるおに交替したが、こちらは短命に終わった。
収録エピソード
- ドラえもん図鑑
- ドラえもん秘密百科
- ドラえもんテレビ化記念
- ドラえもんディスクジョッキー
- ドラえもんもしもの世界
- ドラえもんザ・ベストワン
- 通知表大公開!
- ギネスブックに挑戦
- ドラミちゃん秘密百科
- ドラえもん絵日記
- ドラえもん新聞
- ドラえもん未来都市へ帰る
- ロボット定期健康診断
- ジュニアショップベンリヤ
- 四次元ポケットの大秘密
- ロボットナンバーワン
- おやすみクイズ(1)
- 映画「のび太の恐竜」大公開
- 恐竜大集合
- おやすみクイズ(2)
- 動物型未来ロボット
- ドラの夏休み計画表
- ズバリ!占い大百科
- おやすみクイズ(3)
- ドラミちゃん秘密ブック
- ドラミちゃんの一週間
- ドラミちゃん質問箱
- ドラミちゃん秘密アルバム
- ドラミちゃん出演まんがリスト
- もしドラミちゃんが弟だったら?
- 美女対決!ドラミちゃんvsしずかちゃん
- おやすみクイズ(4)
- ドラドラミ兄妹百科
- 大ふろく ドラミちゃん絵かき歌
- ドラえもん学力テスト
- おやすみクイズの答え

コミックス未収録
- ドラのハッピーバースデー
- タイムマシンてってい講座
- ドラ映画第2弾は何?
- ドラえもん映画情報PART 1
- ドラえもん映画情報PART 2
- 映画「ドラ」子ども電話相談
- 撮影秘話!
- ドラえもんから怪物くんへ

## 作風と受け取られ方
ドラえもんは、連載開始当初ドタバタが多くコメディー色やジョーク色の強いものであったため、本作中にも、ドラえもんをダメロボットとしてけなすかのような設定が多い。たとえば、「ドラえもんは過去に派遣しても未来を変えられないドジロボットである」「ドラえもんのヒゲや鈴にはそれぞれ便利な機能があるが故障している。修理するにはネズミを規定数捕まえないといけないため、ネズミの嫌いなドラえもんには直すことができない」といった設定がある。
さらにキャラクターの性格がオリジナルのドラえもんと異なり、のび太はドジすぎ、しずかはやたらと夢を見る少女、ジャイアンは輪をかけて乱暴者で解説好き、スネ夫はツッコミ役専門要員に、さらにネズミが人格を持って話しかけるなどしている。このことについてはキャラクターの違いを抗議する葉書も来たと作中で語られている。
時事ネタも多分に盛り込まれており、「スター・ウォーズ」や「口さけ女」、「王貞治」（現役時）、「淀川長治の物真似」など当時の流行も多く見られる。また、作者である方倉本人が劇画タッチの風貌で登場したり、｢仕事がない｣と嘆く方倉の横に首吊りの縄がある、といったブラックジョークがあるのも特徴。八頭身のドラえもんがハードボイルド風のメロドラマを演じたり、天才となったのび太がウィトゲンシュタインの『論理哲学論考』を読むなどといった逸脱的なお遊びも各所に見られる。
後の『月刊コロコロコミック』1989年10月号から1990年4月号まで連載された、藤子・F・不二雄プロ監修・西田真基作の漫画『まんが版ドラえもん百科』でも、時事ネタやお遊びネタは除かれたものの、基本的にこの設定が踏襲されている。一方で「ひみつ道具を作ったのはキテレツの子孫（当時同誌で『新キテレツ大百科』が連載されていた）」といった新たなお遊びネタも追加された。
後にこの設定を公式のように扱うドラえもんのクイズ大会（TV番組『パオパオチャンネル』の「ドラえもん博士大賞」）が、『ドラえもん』を放送しているテレビ朝日で行われたこともあり、その影響は非常に強く原作側が公式に否定していない（後の原作および原作者関与作品で改変されていない）設定に関しては、ほぼ準公式設定と化している。そのために『ドラえもん』の原作者である藤子・F・不二雄は「後から知って驚いた設定も随分とあります」と述べ、こういった設定を整理するために『2112年 ドラえもん誕生』を製作したと語っている。

## 公式に取り入れられた設定
この作品のみの設定が多いが、ドラミのタイムマシン「チューリップ号」は藤子によって作品中に取り入れられ公式とされた。また、ドラミのゴキブリ嫌いという設定は『ドラミちゃん ミニドラSOS!!!』以降のアニメ作品に取り入れられた。
「ドラえもんとドラミは同じオイルを分けた兄妹で、ドラえもんはうわずみの薄いオイルを使ったためにデキが悪いロボットとなった」という設定は『2112年 ドラえもん誕生』では取り入れられず、単に妹用として作られたロボットとされていたが、テレビアニメ第2作第2期では、初期オープニングで旧（方倉）設定での誕生秘話が改めて描かれており、メロンパンが好物という設定や兄弟で同じオイルを分け合ったという設定が改めて取り入れられた。
後に否定
ドラえもんの鈴は「ネコあつめすず」というネコを呼び寄せるための鈴だが、故障してネズミを呼び寄せる鈴になってしまっていた。後に『ドラえもん のび太とアニマル惑星』において密かに部品交換が行われ、小型のカメラになったとされている。「ネコあつめすず」の記述以前に、日本テレビ版の『ドラえもん』ではこの鈴に「ネコジャラリン」の名でネコを呼び集める機能が付されており（1973年8月5日放送「くるった腹時計のまき」より）、アニメの作品内では故障せず機能していた。